# Кош-Єлгинська сільська рада
Кош-Єлги́нська сільська рада (рос. Кош-Елгинский сельский совет) — муніципальне утворення у складі Біжбуляцького району Башкортостану, Росія. Адміністративний центр — село Кош-Єлга.

## Населення
Населення — 1001 особа (2019, 1322 в 2010, 1596 в 2002).

## Склад
До складу поселення входять такі населені пункти:
| Населений пункт        | Населення, осіб (2002) | Населення, осіб (2010) |
| ---------------------- | ---------------------- | ---------------------- |
| Вишньовка, присілок    | 42                     | 18                     |
| Зіріклитамак, присілок | 80                     | 64                     |
| Кош-Єлга, село         | 907                    | 759                    |
| Менеуз-Москва, село    | 297                    | 261                    |
| Петровка, присілок     | 128                    | 139                    |
| Сармандеєвка, присілок | 4                      | 2                      |
| Сосновка, присілок     | 93                     | 44                     |
| Степановка, присілок   | 46                     | 35                     |